# Inzell
Inzell németországi üdülőhely a Bajor-Alpokban, Felső-Bajorországban. A német gyorskorcsolyázás központja, amihez kiváló létesítménnyel rendelkezik.

## Fekvése
Inzell község Salzburg, Berchtesgaden és a Chiemsee között fekszik, a Berchtesgadeni tartomány határán. Falvak, tanyák, üdülőhelyek veszik körül. Népszerű klimatikus üdülőhely, családok és a sportokat kedvelők is szívesen látogatják. Inzell Teisendorf, Bad Reichenhall és Ruhpolding községekkel határos.

## Népesség
| Lakosok száma | 936  | 2410 | 3388 | 3736 | 4520 | 4573 | 4705 | 4805 | 4848 | 4986 |
|               | 1875 | 1950 | 1975 | 1987 | 2012 | 2014 | 2016 | 2017 | 2021 | 2023 |

## Története
Inzellben 1177-ben alapították a Wed Zeno Reichenhall kolostort. A 16. századtól vasércet bányásztak a környéken, erre utalnak a település címerében a bányász szerszámok (az ezüst hal Szent Zénó jelképe). 1749-ben hatalmas tűzvész pusztított a faluban, szinte a megszűnéssel fenyegetve a települést. A 20. században az idegenforgalom lett a húzó ágazat, Inzell rekreációs és sportközponttá vált.

## Sport

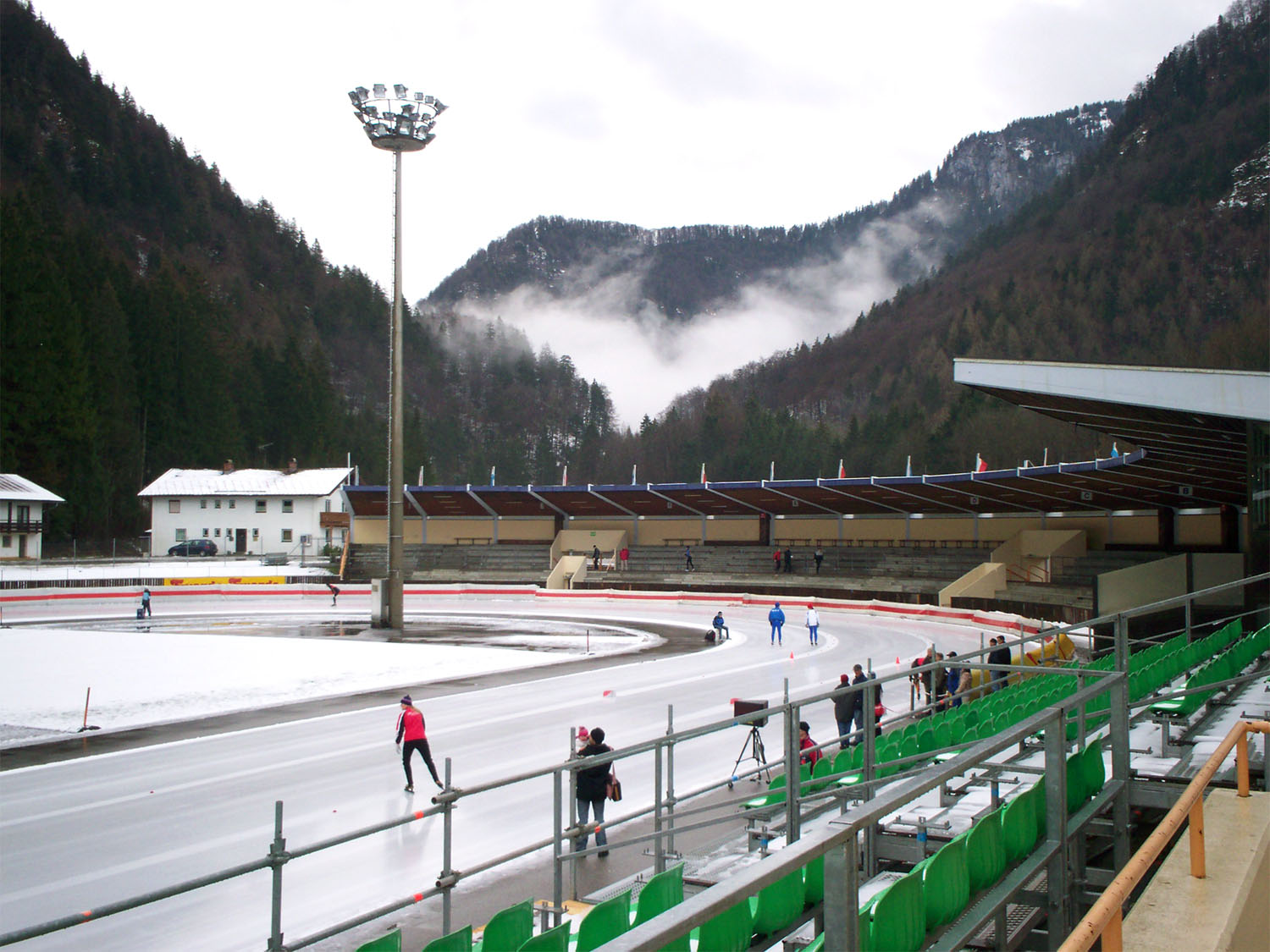
A Ludwig Schwabl Stadion

A község a gyorskorcsolyázás központja, már az 1960-as évek elején épült egy nyitott jégpálya, majd 1965-ben felépítették Németország második fedett jégstadionját. Itt edzett a kétszeres olimpiai és egyszeres világbajnok Erhard Keller és a tizenhatszoros világ- és háromszoros olimpiai bajnok Anni Friesinger-Postma is. Az ISU (Nemzetközi Korcsolyázó Szövetség) Inzellnek ítélte a 2011-es távonkénti világbajnokság megrendezését. Ehhez új, korszerű fedett jégstadiont építettek. Mint tipikus alpesi település, Inzell helyet biztosít a sízőknek és a hódeszkásoknak is: 45 kilométernyi sípályát építettek ki, és több sífelvonóval is rendelkezik. A téli szezonon kívül a túrázók és túrakerékpárosok látogatják.

## Fordítás
- Ez a szócikk részben vagy egészben  az   Inzell című német Wikipédia-szócikk ezen változatának fordításán alapul.  Az eredeti cikk szerkesztőit annak laptörténete sorolja fel. Ez a jelzés csupán a megfogalmazás eredetét és a szerzői jogokat jelzi, nem szolgál a cikkben szereplő információk forrásmegjelöléseként.